# کیتی مک‌هیو
کیتی مک‌هیو (انگلیسی: Kitty McHugh؛ ‏ ۳ اکتبر ۱۹۰۲ – ۳ سپتامبر ۱۹۵۴) بازیگر اهل ایالات متحده آمریکا بود. وی بین سال‌های ۱۹۳۴ تا ۱۹۵۳ میلادی فعالیت می‌کرد.
از فیلم‌هایی که وی در آن‌ها نقش داشته‌است، می‌توان به برگرد، شبای کوچک، تنش، مردم جوان، خوشه‌های خشم و راهی به فردا ساختن اشاره نمود.